# 高橋在人
高橋 在人（たかはし ありと、1997年1月9日 - ）は、ジャパンラグビーリーグワン日野レッドドルフィンズに所属するラグビー選手。

## プロフィール
- 大阪府大阪市出身。
- ポジションはロック(LO)、フランカー(FL)。
- 身長 184 cm、体重 104 kg
- ニックネームはありと

## 略歴
小学2年生からラグビーを始めた。
2015年、大阪桐蔭高校 卒業後、大阪体育大学に入る。
2019年、大阪体育大学卒業後、ヤマハ発動機ジュビロ(現・静岡ブルーレヴズ)に加入。
2024年8月、日野レッドドルフィンズに加入。
2025年1月18日に行われたJAPAN RUGBY LEAGUE ONE第4節キューデンヴォルテクス戦に途中出場でリーグワン公式戦初出場を果たした。